# Jaromír Jágr
Jaromír Jágr (født 15. februar 1972 i Kladno) er en professionel tjekkisk ishockeyspiller. Jágrs foretrukne position på isen er højre wing. Jágr spiller med nr. 68 for at ære Foråret i Prag, hvor Tjekkoslovakiet blev invaderet af tropper fra Warszawa-pagten, som ville stoppe den reformproces, de tjekkoslovakiske politikere havde sat i gang.
Jágr betragtes som én af de bedste offensive spillere i verden. Han er pt. rangeret som nr. 3 blandt aktive spillere i mål, assists og points i karrieren.

## Karriere

### Klubber
Jágr begyndte at skøjte som 3-årig og debuterede i den bedste række i Tjekkoslovakiet for HC Kladno som 16-årig.

#### Pittsburgh Penguins (1990 – 2001)
Jágr var den første tjekkoslovakiske spiller, der blev draftet til NHL uden forinden at have hoppet af til Vesten. Han blev valgt af Pittsburgh Penguins i første runde som nr. 5 i alt i 1990. Han var med på de Pittsburgh-hold, der vandt Stanley Cuppen i 1991 og 1992.
Han blev hurtigt en populær spiller i Pittsburgh. Pudsigt nok kan bogstaverne i Jágrs fornavn byttes om til at forme anagrammet Mario Jr. – en reference til holdets ubestridte stjerne Mario Lemieux.
I Pittsburgh fortsatte succesen for Jágr, og han vandt det såkaldte Art Ross Trophy som ligaens topscorer i alt 5 gange i perioden fra 1995 – 2001. I 1999 vandt han også Hart Memorial Trophy som ligaens mest værdifulde spiller og Lester B. Pearson Award, som er spillernes tilsvarende trofæ.
I sæsonen 2001-02 havde han dog svært ved at finde vejen til målet, og da Pittsburgh samtidig havde svært ved at betale Jágrs høje løn endte det med, at han i sommeren 2001 blev tradet til Washington Capitals.

#### Washington Capitals (2001 – 2004)
Hos Washington underskrev Jágr den største kontrakt nogensinde i NHL på i alt 77 millioner USD over 7 år.
Han fandt dog aldrig den samme succes i Washington, som han havde haft i Pittsburgh. I første sæson endte Washington udenfor slutspillet, og i anden sæson tabte man i første runde af slutspillet til Tampa Bay Lightning, efter at man ellers havde vundet de første to kampe.
Herefter stod det klart, at Washington gerne ville skille sig af med deres dyre spiller, men da ligaen på det tidspunkt stod over for at skulle indføre en ny lønaftale med spillerne, hvor indførelsen af et lønloft ansås for at være en sandsynlig udgang, var der ikke mange klubber, der var interesseret i en spiller, der tjente 11 millioner dollars om året. Den 23. januar 2004 blev Jágr tradet til New York Rangers for Anson Carter. Som en del af tradet aftaltes det, at Washington årligt skulle betale ca. 4 millioner dollars af Jágrs kontrakt indtil kontraktudløb. Desuden gav Jágr afkald på 1 million dollars om året for at muliggøre handlen.

#### New York Rangers (2004 – 2008)
I sæsonen 2004-05, hvor NHL lå stille som følge af en lockout, spillede Jágr for sin hjemby Kladno og senere for Avangard Omsk i den russiske liga.
Da NHL startede igen i 2005, måtte Jágr igen se sin løn reduceret, denne gang til 7,8 millioner dollars om året – det højest mulige under det nye lønloft.
Hos Rangers genfandt Jágr formen fra årene i Pittsburgh, og han var de følgende to sæsoner en af ligaens bedste spillere. 
I sæsonen 2005-06 sluttede han som nr. 3 på topscorerlisten efter San Joses Joe Thornton og Jonathan Cheechoo. Han førte Rangers til deres første slutspil i mange år, men her tabte man i første runde til New Jersey Devils. Efter sæsonen vandt han sin tredje Lester B. Pearson Award.
I sommeren 2006 blev han udnævnt til kaptajn for Rangers. Jágr havde endnu en succesfyldt sæson, klubben nåede denne gang til anden runde af slutspillet, hvor man tabte til Buffalo Sabres.

#### Avangard Omsk (2008 – 2011)
Efter at Jágrs kontrakt med New York Rangers udløb i sommeren 2008, valgte han at skrive en to-årig kontrakt med den russiske klub Avangard Omsk i den nye pengestærke liga KHL, samme klub som han repræsenterede i sæsonen 2004-05, hvor NHL lå stille som følge af en lockout. Det havde været nævnt, at Jágr havde fået tilbudt en tre-årig kontrakt til en samlet værdi på $35 millioner, men han valgte altså en to-årig kontrakt på et ukendt beløb.

#### Senere karriere
Tekst mangler, hjælp os med at skrive teksten

### Landshold
Jágr første store succes på det tjekkoslovakiske landshold kom, da han i 1990 var med til at vinde VM-bronze. Efter Tjekkoslovakiets opløsning har han spillet for Tjekkiet, og her var han første gang med til vinter-OL i 1998 i Nagano. Tjekkiet blev nummer to i sin indledende pulje og vandt derpå over USA i kvartfinalen, over Canada i semifinalen (efter shootout) samt over Rusland i finalen og dermed vandt guld. Ved vinter-OL 2002 i Salt Lake City blev Tjekkiet slået i kvartfinalen, mens Jágr ved VM i 2005 i Østrig førte Tjekkiet til VM-guld. Han blev dermed medlem af ishockeyens prestige-fyldte Triple Gold Club, hvis medlemmer har vundet OL-guld, VM-guld samt Stanley Cuppen.
Ved vinter-OL 2006 i Torino blev Tjekkiet nummer fire i indledende runde, men vandt derpå over naboerne fra Slovakiet i kvartfinalen, inden det blev til semifinalenederlag til Sverige, der efterfølgende vandt guldkampen mod Finland. Tjekkiet vandt bronze efter sejr over Rusland.
Ved vinter-OL 2010 i Vancouver var Jágr sin nations flagbærer ved åbningsceremonien, hvorefter Tjekkiet blev nummer syv i OL-turneringen, men kort herefter vandt holdet VM-guld, mens det året efter blev til VM-bronze. Ved vinter-OL 2014 i Sotji blev Tjekkiet nummer seks.

## Trofæer og priser
NHL:
- Stanley Cup – 1991, 1992
- Hart Trophy (MVP) – 1999
  - Finalist: 1995, 1998, 2000, 2001, 2006
- Art Ross Trophy (Ligatopscorer) – 1995, 1998, 1999, 2000, 2001
- Lester B. Pearson Award (Spillernes MVP) – 1999, 2000, 2006
- NHL All-Star Hold – 1995, 1996, 1998, 1999, 2000, 2001, 2006

Andre:
- OL-guld: 1998
- OL-bronze 2006
- VM-guld 2005 og 2010